# Pearl Argyle
Pearl Argyle, född Wellman 7 november 1910 i Johannesburg, Sydafrika, död 1 januari 1947 i New York, USA, var en brittisk ballerina och skådespelare.
Pearl Argyle studerade i London med Marie Ramberts Ballet club och Legat. Hon gjorde sin debut med Marie Rambert's Ballet Club 1926. Efter det blev hon ballerina på ”Camargo Society”.
Hon dansade med Vic-Wells Ballet från 1935 till 1938 och var deras solist. Hon uppträdde även med Les Ballets 1933. Hon medverkade i roller i Fredrick Ashtons föreställningar Fasad, Le Baiser de la F’ee och i de Valois The Gods go a’Begging, Bar aux Folies-Berg’ere och Lady of Shalott. The Lady of Sharlott och Les Masques var hennes mest kända föreställningar i danskarriären. Hon har dansat i musikaler och revyer, däribland Cochran’s 1932 och  Magic Nights.
Pearl Argyle var även skådespelare och är mest känd för medverkan i filmerna Things to Come (1936) och That Night in London (1932).
1938 flyttade Pearl Argyle till New York och var med i flera Broadwaymusikaler, bland annat i One Touch of Venus. Hon hade då gifte sig med filmregissören Curtis Bernhards och de fick två barn ihop. Hon avled av en hjärnblödning 1947, då hon bara var 36 år.